# Elsa Albani
Elsa Albani (eigentlich Elsa Lapini; * 1. Januar 1921 in Genua; † 24. August 2004 in Turin) war eine italienische Schauspielerin.

## Leben
Albani trat nach ersten Erfahrungen als Laiendarstellerin in ihrer Geburtsstadt erstmals 1944 mit dem „Teatro Sperimentale Luigi Pirandello“ (aus dem später das „Piccolo Teatro Duse“ wurde) professionell in Erscheinung. Einige Jahre später schloss sie sich der Truppe um Laura Solari an und war am Piccolo Teatro di Milano 1952/53 in der Titelrolle von Ferdinand Bruckners Elisabeth von England, Gogols Der Revisor und Carlo Bertolazzis Lulù zu sehen, die wie weitere Stücke, in denen sie auftrat, von Giorgio Strehler inszeniert wurden. Einen ihrer größten Erfolge gelang der hochgewachsenen, schlanken, warmherzigen und sympathischen Darstellerin in der Rolle der „Madame Pace“ in Luigi Pirandellos Sechs Personen suchen einen Autor.
Im April 1955 gehörte sie der Gruppe von Schauspielern an, die mit Gigi von Colette die langlebige „Compagnia dei Giovani“ begründete (zu ihnen gehörten auch Giorgio De Lullo, Anna Maria Guarnieri und Rossella Falk) und mit der sie bis Mitte der 1960er Jahre immer wieder erfolgreich spielte.
Nur selten nahm Albani und erst zu Ende ihrer Theaterlaufbahn Angebote für Filme an; unter diesen wenigen Werken ragt ihre Interpretation der Mutter der I sette fratelli Cervi aus dem Jahr 1968 heraus; in den 1960er Jahren war sie auch ein paar Mal in einer Fernsehepisode der Reihe Il commissario De Vincenzi mit dem Titel Il mistero delle tre orchidee zu sehen.
Von 1946 bis zu seinem Tod im Jahr 1993 war sie mit dem Schauspielkollegen Ferruccio De Ceresa verheiratet.

## Filmografie (Auswahl)
- 1959: Geschichte einer Nonne (The Nun's Story)
- 1961: Das Mädchen mit dem leichten Gepäck (La ragazza con la valigia)
- 1976: Per amore